# Sclerophomella
Sclerophomella är ett släkte av svampar. Sclerophomella ingår i familjen Leptosphaeriaceae, ordningen Pleosporales, klassen Dothideomycetes, divisionen sporsäcksvampar och riket svampar.
|                | Coniothyrium                                                                          |
|                |                                                                                       |
|                | Leptosphaeria                                                                         |
|                |                                                                                       |
|                | Ophiobolus                                                                            |
|                |                                                                                       |
|                | Parahendersonia                                                                       |
|                |                                                                                       |
|                | Plenodomus                                                                            |
|                |                                                                                       |
|                | Polyopeus                                                                             |
|                |                                                                                       |
| Sclerophomella | \| \| Sclerophomella humuli \| \| \| \| \| \| Sclerophomella meliloticola \| \| \| \| |
|                | \| \| Sclerophomella humuli \| \| \| \| \| \| Sclerophomella meliloticola \| \| \| \| |
|                | Coniothyrinula                                                                        |
|                |                                                                                       |
|                | Chlamydosporium                                                                       |
|                |                                                                                       |
|                | Didymolepta                                                                           |
|                |                                                                                       |
|                | Pleoseptum                                                                            |
|                |                                                                                       |
|                | Sclerophomella humuli                                                                 |
|                |                                                                                       |
|                | Sclerophomella meliloticola                                                           |
|                |                                                                                       |

|  | Sclerophomella humuli       |
|  |                             |
|  | Sclerophomella meliloticola |
|  |                             |